# Prijatelji Mraka
Prijatelji Mraka su grupa ljudi, u svetu Točka vremena, svetu koji je stvorio američki pisac Robert Džordan. Prijatelji Mraka su sledbenici Mračnog. Na Starom jeziku, Prijatelji Mraka se zovu "Ata'an Šadar", što se tačnije može prevesti kao "Ljudi Tame".
Prijatelji Mraka, mogu ali i ne moraju da imaju punu lojalnost i posvećenost Mračnom. Neki jednostavno žele moć i besmrtnost koja im je obećana, dok neki Prijatelji Mraka visokog ranga, kao na primer neki Izabrani, imaju želju da svrgnu Mračnog i zauzmu njegovo mesto (Lanfear, na primer). Prijatelji Mraka se drže u pokornosti uz pomoć pretnji ili kazni od strane Prijatelja Mraka visokog ranga.
Titule, ili položaj u spoljnom svetu nemaju nikakav značaj u svetu Prijatelja Mraka. Među njima, prosjaci mogu da budu cenjeniji i više vredni od kraljeva i kraljica.
Prijatelji Mraka uglavnom prate svog vođu, Mračnog, indirektno, pošto većina njih nikada nije komunicirala sa njim lično, izuzev kada su položili svoje zakletve na Šajol Gulu. Prijatelji Mraka Mračnog nazivaju "Veliki Gospodar Mraka", umesto njegovim pravim imenom, Šai'tan, zato što oslovljavanje Mračnog njegovim pravim imenom smatraju huljenjem.

## Literatura
- Robert Jordan's The Wheel of Time series Архивирано на веб-сајту  (5. март 2013)
- [мртва веза]